# Malva (Spagna)
Malva è un comune spagnolo di 214 abitanti situato nella comunità autonoma di Castiglia e León.